# Willie McGee
Willie McGee (fallecido en 1951) fue un afroamericano de Laurel, Misisipi, quien fue sentenciado a muerte en 1945 por el cargo presunto de violación a un ama de casa blanca. En una época en la cual el racismo en Estados Unidos era muy marcado, especialmente en el sur, el resultado del primer juicio a McGee en diciembre de 1940 fue efectivamente pre-ordenado. Duró sólo un día, y un jurado compuesto completamente por ciudadanos blancos lo encontró culpable luego de dos minutos y medio de deliberación.
La problemática legal de McGee se convirtió en una cause célèbre. William Faulkner escribió una carta insistiendo en que el caso contra McGee carecía de pruebas. Otros personajes notables que se ocuparon de su causa son Jessica Mitford, Paul Robeson, Albert Einstein y Joséphine Baker. El presidente norteamericano Harry Truman sufrió presión internacionalmente para perdonar a McGee.
McGee pasó ocho años en las cárceles de Mississippi antes de su ejecución, tiempo durante el cual el Consulado de Derechos Humanos obtuvo dos nuevos juicios y varias órdenes para suspender temporalmente la ejecución. Bella Abzug recurrió su caso y, tras perder la apelación, McGee fue ejecutado. El juez de la Corte Suprema Harold Burton ordenó postergar la pena máxima en julio de 1950; sin embargo, el cuerpo completo de la Corte Suprema se negó a aceptar la apelación final de McGee.
La noche antes de su ejecución por el estado de Misisipi, escribió una carta de despedida dirigida a su esposa, Rosalie: 

Dile a la gente que la verdadera razón por la que me despojarán de mi vida es para aniquilar a la raza negra... No podrán lograrlo si tú y los niños siguen luchando. Nunca olvides decirles por qué mataron a su papá. Sé que no me fallarás. Dile a la gente que siga luchando. 

Tu esposo, Will McGee.